# Lordstown, Ohio
Lordstown là một làng thuộc quận Trumbull, tiểu bang Ohio, Hoa Kỳ. Năm 2010, dân số của làng này là 3417 người.

## Dân số
- Dân số năm 2000: 3633 người.
- Dân số năm 2010: 3417 người.